# Акмолинская губерния
Акмо́линская губерния — административно-территориальная единица Киргизской АССР и с 1925 — Казакской АССР, существовавшая в 1921—1928 годах. Губернский центр — город Петропавловск.

## История
11 мая 1920 года на территории Атбасарского уезда Акмолинской области образованы Баганалинский и Средне-Аргынский районы.
Постановлением ВЦИК от 17 января 1921 года образована Акмолинская губерния из четырёх уездов Омской губернии (Акмолинский — 75 волостей, Атбасарский — 51 волость, Кокчетавский — 63 волости, Петропавловский уезды — 44 волости).
27 апреля 1921 года Всесвятский район Петропавловского уезда был передан в Кустанайскую губернию на основании постановление ЦИК КазАССР от 1 апреля 1921 года.
Постановлением ВЦИК от 10 июня 1921 года установлена граница между автономной Киргизской ССР и Сибирью по Омскому уезду Омской губернии (станция Исиль-Куль оставлена на территории Киргизской АССР). Линия границы прошла восточнее станции Исиль-Куль по границе с Петропавловским уездом, далее, севернее озёр Кичи-Карой, Улькун-Карой, урочища Кара-Терек, придерживаясь южных границ русских волостей и выходя на станицу Черлаковскую на Иртыше (оставляемую в Киргизской АССР), причём русские волости Ореховская, Добровольская, Моисеевская, Русско-Полянская, Ново-Санжаровская, Черноусовская, Степановская, Котельниковская причислены к территории Киргизской АССР.
8 сентября 1921 года из Тюменской губернии РСФСР в Акмолинскую губернию были переданы 5 волостей, образовавших Соколовский район, который уже 28 октября был упразднён и передан в Петропавловский уезд.
1 октября 1921 года из Омской губернии были переданы 15 волостей, образовавших Ореховский район, который 10 мая 1922 года был преобразован в Черлакский уезд.
Постановлением ВЦИК от 12 января 1922 года станция Исиль-Куль (по границе между Сибирью и Киргизской АССР по Омскому уезду Омской губернии) оставлена в пределах Сибири.
26 июля 1922 Баганалинский район и Средне-Аргынский район были упразднены, а их территория возвращена в Атбасарский уезд. В тот же период существовал Таминский район.
В начале 1920-х годов красными было подавлено Западно-Сибирское восстание — крупнейшее в РСФСР антибольшевистское вооружённое выступление крестьян, казаков, части рабочих и городской интеллигенции.
28 мая 1925 года Черлакский уезд был упразднён, а его территория присоединена к Петропавловскому уезду.
17 января 1928 губерния была упразднена. Её территория распределена между Акмолинским, Кзыл-Джарским, Павлодарским и Сыр-Дарьинским округами.

## Административное деление
- Акмолинский уезд. Центр — город Акмолинск
- Атбасарский уезд. Центр — город Атбасар
- Кокчетавский уезд. Центр — город Кокчетав
- Петропавловский уезд. Центр — город Петропавловск

## Население
По данным переписи 1926 года в губернии проживало 1211,4 тыс. чел. В том числе казахи — 35,6 %; русские — 32,5 %; украинцы — 25,8 %; немцы — 1,7 %; татары — 1,5 %; мордва — 1,4 %
Национальный состав населения Акмолинской губернии, согласно данным переписи 1926 года:
| Этнос    | Население | %         |
| -------- | --------- | --------- |
| Казахи   | 430 804   | 35,56     |
| Русские  | 394 114   | 32,53     |
| Украинцы | 312 338   | 25,78     |
| Всего    | 1 211 379 | 1 211 379 |